# Neochactas bruzuali
Espèce
Synonymes
- Broteochactas bruzuali González-Sponga, 1980

Neochactas bruzuali est une espèce de scorpions de la famille des Chactidae.

## Distribution
Cette espèce est endémique de l'État de Bolívar au Venezuela. Elle se rencontre vers Cedeño.

## Systématique et taxinomie
Cette espèce a été décrite sous le protonyme Broteochactas bruzuali par González-Sponga en 1980. Elle est placée dans le genre Neochactas par Soleglad et Fet en 2003.

## Étymologie
Cette espèce est nommée en l'honneur de Gustavo Bruzual Pérez.

## Publication originale
- González-Sponga, 1980 : Siete nuevas especies de Chactidae de la region sur de Venezuela (Arachnida: Scorpiones). Monografías científicas Augusto Pi Suñer, Instituto Universitario Pedagógico, vol. 11, p. 3-75.